# La Villeneuve-Bellenoye-et-la-Maize
La Villeneuve-Bellenoye-et-la-Maize is een gemeente in het Franse departement Haute-Saône (regio Bourgogne-Franche-Comté) en telt 131 inwoners (2011). De plaats maakt deel uit van het arrondissement Vesoul.

## Geografie
De oppervlakte van La Villeneuve-Bellenoye-et-la-Maize bedraagt 9,0 km², de bevolkingsdichtheid is 14,6 inwoners per km².
De onderstaande kaart toont de ligging van La Villeneuve-Bellenoye-et-la-Maize met de belangrijkste infrastructuur en aangrenzende gemeenten.

## Demografie
Onderstaande figuur toont het verloop van het inwonertal (bron: INSEE-tellingen).

1. ↑  Populations de référence 2022.